# ベビーダンス
ベビーダンス（Baby Dance）とは、抱っこ紐やスリングで、赤ちゃん（健康な首の座った生後3ヶ月頃から24ヶ月頃）を、保護者が抱っこして踊る、大人と子どもとのペアダンス。
2007年、子育て中のプロ社交ダンサー田中由美子が考案し、小児科医、産婦人科医、理学療法士、心理学者、言語聴覚士、保育士、助産師、音楽家などの専門家が助言・監修。
親子で一緒に楽しめる育児支援のための日本発・日本初の育児ダンスプログラムとして、全国各地、世界へと伝えられていきました。
ベビーダンスのダンスルーツは、姿勢を正し、歩く動作を基本とする本格的な英国式社交ダンス。そのため、ダンス未経験者から経験者まで、それまでのダンススキルに関係なく、誰もが一緒に無理なく参加できる。
産後女性が無理なく、赤ちゃんを抱っこして踊れるよう安全に配慮されて考案されたベビーダンスのステップを組み合わしながら、ゆっくりとしたテンポのリズムに合わせて踊る。
ダンスの種目は、サンバをメインに、ブルース・ワルツ・チャチャチャ・ジャイブ・タンゴなど。
上半身は、赤ちゃんと抱っこ紐で密着させ静かに保ちながら、下半身の足首・膝・股関節を巧みに使いリズムに身を委ねて踊る。
一定の規則正しいリズムで動くため、寝てしまう赤ちゃんも多い。赤ちゃんの爆睡率は、92%である。（日本ベビーダンス協会調べ）
ぐずっていた赤ちゃんもベビーダンスを踊ると寝てしまうため、参加者は、赤ちゃんがぐずった時や寝かしつけ、卒乳など自宅での子育てに活かしている。
子育てサークル・自治体などの親子教室・小児科や産婦人科などの医療機関などでベビーダンス教室が開催されている。

2009年、ベビーダンス普及を目的にベビーダンス考案者田中由美子を代表とする一般社団法人日本ベビーダンス協会が設立される。
2020年12月末までに26万,200世帯以上が、ベビーダンス教室に参加している。